# Patricia Crowther
Patricia Crowther, nata Patricia Dawson (Sheffield, 14 ottobre 1927), è una saggista e sacerdotessa britannica della tradizione gardneriana della wicca, considerata tra le figure più influenti di questa religione.
Con Doreen Valiente, Dayonis, Lois Bourne, Eleanor Bone e Monique Wilson è annoverata tra le principali alte sacerdotesse iniziate da Gerald Gardner, dalle quali vengono fatti risalire i principali lignaggi della wicca: è perciò considerata come una delle "madri" della wicca. Risale al suo lignaggio anche l'iniziazione di Alex Sanders, fondatore della successiva tradizione alexandriana.

## Biografia
Patricia Crowther è stata per gran parte della sua vita una attrice di teatro, ballerina ed intrattenitrice, in numerose compagnie spesso in tour in tutta la Gran Bretagna. Dopo il matrimonio fece coppia anche nel lavoro con il marito Arnold Crowther, che a sua volta fu un celebre prestidigitatore, marionettista ed intrattenitore, che lavorò anche per la famiglia reale britannica.
Patricia fu iniziata da Gerald Gardner alla wicca nel 1960 sull'Isola di Man e poco dopo ella stessa iniziò il suo promesso sposo Arnold Crowther; Arnold e Gardner si conoscevano già da lungo tempo, ma il secondo non aveva mai voluto iniziare il primo alla wicca, perché aveva previsto l'incontro tra Arnold e Patricia e che sarebbe stata lei a doverlo fare. Gardner per le loro nozze celebrò il rito dell'handfasting, che all'epoca ebbe una certa risonanza sulla stampa locale. Assieme al marito, Patricia Crowther divenne quindi la guida di una coven di Sheffield, fondata nel 1961, e poi di numerose altre, compresa una di Manchester, divenuta celebre. 
Nel maggio del 1966 Eleanor Bone e Patricia Crowther iniziarono a denunciare la pretesa di Alex Sanders di essere il "Re delle streghe" britanniche, cominciando così la cosiddetta "guerra delle streghe", una disputa con la tradizione alexandriana divenuta celebre, che si protrasse per diverso tempo, risolta solo all'inizio del XXI secolo grazie al contributo di personalità come Vivianne Crowley.
Patricia Crowther ha promosso la wicca per decenni, con la pubblicazione di numerosi saggi e concedendo numerose interviste sui mass media britannici. In particolare nel 1971, assieme al marito, fu autrice e conduttrice del programma radiofonico A Spell of Witchcraft, trasmesso da una stazione locale della BBC. Il programma, ciascuna puntata del quale durava circa una ventina di minuti, tra i primi nel suo genere, esplorava la storia, il costume, i miti e il folklore della wicca, e presentava al pubblico le attività e i riti della coven, così da combattere i pregiudizi.

## Opere
- con Arnold Crowther, The Witches Speak, Athol Publications, 1965.
- Witchcraft in Yorkshire, Dalesman, 1973. ISBN 0-85206-178-1
- Witch Blood (The Diary of a Witch High Priestess), House of Collectibles, 1974. ISBN 0-87637-161-6
- Lid off the Cauldron: A handbook for witches, Muller, 1981. ISBN 0-584-10421-9
- The Zodiac Experience, Samuel Weiser Inc., 1992. ISBN 0-87728-739-2
- The Secrets of Ancient Witchcraft With the Witches' Tarot, Carol Publishing, 1992. ISBN 0-8065-1056-0
- Witches Were for Hanging, Excalibur Press of London, 1992. ISBN 1-85634-049-X
- One Witch's World, Robert Hale, 1998. ISBN 0-7090-6222-2 (pubblicato negli Stati uniti con il titolo High Priestess, Phoenix Publishing. ISBN 0-919345-87-5)
- From Stagecraft to Witchcraft: The Early years of a High Priestess, Capall Bann, 2002. ISBN 1-86163-163-4
- Covensense, Robert Hale, 2009. ISBN 9780709087205